# Baltic Cup 1950
Baltic Cup 1950 – turniej towarzyski Baltic Cup 1950, odbył się w dniach 6 - 8 października 1950 roku na Litwie. Był to czwarty turniej piłkarski po aneksji krajów bałtyckich przez ZSRR. W turnieju tradycyjnie wzięły udział trzy zespoły:drużyna gospodarzy, Litwy i Estonii.

## Mecze
| 6 października |  | Litwa B | 7 | - | 2 (1:1) | Estonia B |

| 7 października |  | Estonia B | 1 | - | 4 | Łotwa B |

| 8 października |  | Litwa B | 2 | - | 2 (0:1) | Łotwa B |

## Końcowa tabela
| M | Reprezentacja | L.m. | Zw. | Rem. | Por. | Bramki | R.br. | Pkt |
| 1 | Litwa B       | 2    | 1   | 1    | 0    | 9:4    | +5    | 3   |
| 2 | Łotwa B       | 2    | 1   | 1    | 0    | 6:3    | +3    | 3   |
| 3 | Estonia B     | 2    | 0   | 0    | 2    | 3:11   | -8    | 0   |

Triumfatorem turnieju Baltic Cup 1950 został zespół Litwy B.